# Gmina związkowa Obere Kyll
Gmina związkowa Obere Kyll (niem. Verbandsgemeinde Obere Kyll) − dawna gmina związkowa w Niemczech, w kraju związkowym Nadrenia-Palatynat, w powiecie Vulkaneifel. Siedziba gminy związkowej znajdowała się w miejscowości Jünkerath.

## Podział administracyjny
Gmina związkowa zrzeszała 14 gmin wiejskich:
1. Birgel
2. Esch
3. Feusdorf
4. Gönnersdorf
5. Hallschlag
6. Jünkerath
7. Kerschenbach
8. Lissendorf
9. Ormont
10. Reuth
11. Scheid
12. Schüller
13. Stadtkyll
14. Steffeln

1 stycznia 2019 gmina związkowa została połączona z gminą związkową Gerolstein oraz Hillesheim tworząc jednocześnie nową gminę związkową Gerolstein.